# Cryptopimpla fasciolurida
Cryptopimpla fasciolurida là một loài tò vò trong họ Ichneumonidae.